# Greed (曲)
「Greed」（グリード）はKNOCK OUT MONKEYの3枚目のシングル。2014年8月20日にビーイングから発売された。

## 解説
前作「Wonderful Life」以来僅か1か月ぶりにリリースとなった2か月連続リリースの第二弾シングル。表題曲「Greed」は読売テレビ・日本テレビ系アニメ『名探偵コナン』オープニングテーマとして6月28日から同年10月25日まで4か月間使用された。また、この曲のギターソロが爆発してると絶賛された。これについてw-shunは「パワープレイですね」と語ったのだという。

## 収録曲
全曲 作詞：w-shun、作曲：KNOCK OUT MONKEY、編曲:KNOCK OUT MONKEY・大島こうすけ
1. Greed [3:49]
2. Only [4:41]